# Østrig-Ungarns marine
Østrig-Ungarns marine var marinen for dobbeltmonarkiet Østrig-Ungarn. Dens officielle navn var Kaiserliche und Königliche Kriegsmarine (Kejserlige og kongelige krigsmarine, forkortet og bedre kendt som k.u.k. Kriegsmarine).
Marinen eksisterede under dette navn efter dannelsen af dobbeltmonarkiet i 1867 og forsatte indtil slutningen af 1. Verdenskrig i 1918. Før 1867 hørte landets flådeenhed under Kejserriget Østrig. I 1915 gjorde 33.735 mænd tjeneste i k.u.k. Kriegsmarine.
Hverken Østrig eller Ungarn havde kystlinje eller havne (bortset fra flodhavne, især på Donau) efter 1. Verdenskrig, og havde derfor ikke stort brug for en marine. De tidligere havne ved Adriaterhavet blev overtaget af Kongeriget Italien og Jugoslavien.
Skibe fra k.u.k. Kriegsmarine blev kaldt kaldt SMS, for Seiner Majestät Schiff (Hans majestæts skib).

## Historie

### Oprindelse
Indtil slutningen af det 18. århundrede havde der kun været spæde forsøg på at etablere en østrigsk marine. Habsburgerne havde anvendt kanonbevæbnede skibe sejlende på Donau i det 16. og 17. århundrede til at bekæmpe det Osmanniske Rige, og skibe til at beskytte handelsflåden opererede fra de Østrigske Nederlande, men disse styrker var ikke under fælles kommando og tjente ikke samme formål. Et specifikt orlogsflag (Marineflagge) baseret på de rød-hvide-røde farver blev først indført under kejser Josef 2.
Situationen ændrede sig betydeligt i 1797 med Freden i Campo Formio mellem Frankrig og Østrig. Østrig overdrog de Østrigske Nederlande og visse øer i Middelhavet, inklusive Korfu og visse venetianske øer i Adriaterhavet, til Frankrig. Venedig og dets territorier blev delt mellem de to stater og den østrigske kejser fik byen Venedig sammen med Istrien og Dalmatien. De venetianske flådeenheder og faciliteter blev også overdraget til Østrig og dannede grundlag for oprettelsen af den østrigske marine.

### Det 19. århundrede
I 1802 gav ærkehertug Karl ordre til dannelsen af et flådeakademi i Venedig ("Cesarea regia scuola dei cadetti di marina"), der senere blev flyttet til Trieste i 1848 og til sidst, under navnet "k.u.k. Marine-Akademie", til Fiume (i dag Rijeka, Kroatien), hvor det forblev indtil 1. Verdenskrig.
Marinen fik sin første indflydelsesrige støtte da ærkehertug Karls tredje søn ærkehertug Friedrich gik ind i flåden i 1837. Den unge ærkehertug gennemførte mange reformer, der sigtede efter at gøre landets marine mindre "venetiansk" og mere "østrigsk". Dette blev anset som en nødvendighed, da man følte at styrken der blev kaldt den "Østrigske marine" i praksis mere eller mindre bare var venetianske skibe og mandskab, som sejlede under østrigsk flag. I 1844 blev ærkehertug Friedrich forfremmet til viceadmiral og øverstbefalende for marinen, men han døde af gulsot bare tre år efter i en alder af 26.
Østrigske krigsskibe oplevede deres første militære træfning under Orientkrigen i 1840, da de indgik i en britisk flåde, der afsatte Ægyptens vicekonge Muhammad Ali Pasha fra det osmanniske Syrien. Ærkehertug Friedrich deltog selv i felttoget og blev tildelt Maria-Theresia-Ordenen for sit enestående lederskab.

#### Modernisering af marinen
I 1854 blev kejserfamilien igen direkte involveret i flådens ledelse, da kejser Franz Josephs yngre bror blev udnævnt til øverstkommanderende for den østrigske marine. Ærkehertug Ferdinand Maximilian var på det tidspunkt 22 år. Han gennemførte mange reformer for at modernisere flåden, og var medvirkende til oprettelsen af flådebasen i Trieste såvel som opbyggelsen af den flådestyrke, som senere ville sikre admiral Wilhelm von Tegetthoff sine sejre i krigen mod Italien.
Flådeværftet i Venedig blev bibeholdt. Herfra blev det østrigske skruekanonbåd Kerka (mandskab: 100) søsat i 1860 (i tjeneste indtil 1908). Samme år blev kommandoen over laguneflotillen ved Venedig, flotillen på Gardasøen og flotillen på Donau overflyttet fra hæren til marinen. Den venetianske laguneflotille blev fra 1864 ankret op ved kirken San Giorgio. Flotillen talte da bl.a. skruekanonbåden Ausluger, hjuldamperen Alnoch, og fem hjul-kanonbåde af type 1 til 4.
Marinen søsatte sine første panserskibe (SMS Drache og SMS Salamander) i 1861 og byggede yderligere fem frem til midten af 1860'erne.

#### Novara-ekspeditionen
Ærkehertug Ferdinand Maximilian tog også initiativ til en storstilet videnskabelig ekspedition (1857-1859) hvorved fregatten SMS Novara blev det første østrigske skib der sejlede jorden rundt. Rejsen tog 2 år og 3 måneder og blev ledet af flotilleadmiral Bernhard von Wüllerstorf-Urbair, sammen med 345 officerer, mandskabet og 7 videnskabsfolk. Ekspeditionen blev planlagt af Videnskabsakademiet i Wien og skulle indhente ny viden om astronomi, botanik, zoologi, geologi, oceanograpfi og hydrografi. SMS Novara sejlede fra Trieste den 30. april 1857, og besøgte undervejs Gibraltar, Madeira, Rio de Janeiro, Cape Town, Île Saint-Paul, Ceylon, Madras, Nicobarerne, Singapore, Batavia, Manila, Hong Kong, Shanghai, Ponape-øen, Stuarts, Sydney (5. november 1858), Auckland, Tahiti, Valparaiso og Dubrovnik, før det vendte hjem til Trieste den 30, august 1859.
I 1863 aflagde Royal Navys linjeskib HMS Marlborough, der var admiral Fremantles flagskib, en høflighedsvisit i Pola, hovedhavnen for den østrig-ungarske marine.
I april 1864 fratrådte ærkehertug Ferdinand Maximilian embedet som øverstbefalende for marinen og accepterede positionen som kejser af Mexico fra Louis Napoleon, og blev Maximilian 1. af Mexico. Han rejste fra Trieste til Veracruz om bord på SMS Novara, eskorteret af fregatterne SMS Bellona (Østrig-Ungarn) og Themis (Frankrig). Den kejserlige yacht Phantasie ledede processionen af krigsskibe fra Schloß Miramar og til det åbne hav. Fire år efter, da Maximilian var blevet arresteret og henrettet, blev admiral Wilhelm von Tegetthoff om bord på Novara sent af sted for at hente Ferdinand Maximilians lig tilbage til Østrig.

#### Anden Slesvigske Krig
Under 2. Slesvigske Krig i 1864 havde kontreadmiral Wilhelm von Tegetthoff kommandoen over en lille østrigsk division, som sejlede fra Middelhavet til Nordsøen.
Den 9. maj 1864 ledede Tegetthoff de forenede preussiske og østrigske flådestyrker i søtræfningen ved Helgoland, fra sit flagskib, skruefregatten SMS Schwarzenberg. Slaget blev en taktisk sejr til de danske styrker, da østrigerne måtte søge ly ved den engelske ø Helgoland. Det var også et af de sidste betydningsfulde flådeslag mellem to styrker af træskibe og det sidste betydelige flådeslag med deltagelse af Danmark. Selv om østrigerne måtte trække sig tilbage, blev slaget alligevel fejret som en sejr, fordi danskerne også sejlede væk og dermed opgav blokaden af de nordtyske havne, og to østrig-ungarske skibe blev senere opkaldt efter øen.

#### Tredje italienske uafhængighedskrig
Den 20. juli 1866, nær øen Lissa (nu Vis) i Adriaterhavet, fik den østrigske flåde sit afgørende gennembrud. Under kommando af kontreadmiral Wilhelm von Tegetthoff vandt flåden sit første store søslag. Østrig var i juni kommet i krig mod Preussen, og kongeriget Italien gik med i krigen på preussisk side i det, der blev kaldt den 3. italienske uafhængighedskrig. Den italienske flåde var større end den østrigske, men takket være Tegetthoffs beslutsomhed og taktiske evner vandt østrigerne en klar sejr. Slaget var det første mellem søgående panserskibe, og det fik derfor stor international opmærksomhed. Tegetthoffs brug af vædring kom til at danne skole for maritim taktik mange år frem, men slaget blev faktisk det sidste, hvor vædring fik nogen betydning.

#### Fredstid
Flådens indsats fik ingen betydning for udfaldet af krigen i 1866. Østrig måtte afstå Venedig, og dermed forsvandt flotillen ved Venedig, værftet og en stor del af marinens rekrutteringsgrundlag. Indenrigspolitisk førte nederlaget til dannelsen af det Østrig-ungarske dobbeltmonarki i 1867, og den øgede ungarske indflydelse betød, at ungarerne stillede krav om, at landets ministerier skulle fordeles ligeligt mellem de to rigsdele. Marineministeriet havde intet ønske om at flytte til Budapest, så løsningen blev, at man i stedet oprettede en Marinesektion under Krigsministeriet i Wien. Rekrutteringsproblemerne løste man med en ny lov om flerårig værnepligt. Den faldt ikke i god jord hos kystbefolkningen, og helt mod syd, ved den vigtige havn i Kotorbugten, udbrød der oprør i 1869, og først i 1880 kom området under fuld kontrol igen.
Tegetthoff blev i 1868 udnævnt til admiral og chef for Marinesektionen. Under hans ledelse blev der især satset på opbygningen af skoler til træning af de værnepligtige og til uddannelse af de mange teknikere (maskinmestre/ingeniører), som en moderne marine havde brug for. Tegetthoff døde allerede i 1871, men hans
reformer fik blivende værdi.
Bygningen af panserskibe fortsatte, SMS Lissa blev søsat i 1869, og i 1870'erne fulgte yderligere syv panserskibe. Fire af dem var officielt "ombygninger" af ældre skibe, fordi marinen havde meget vanskeligt ved at få bevillinger til nybygning igennem under de nye politiske forhold.
Allerede i ærkehertug Maximilians tid som chef var det blevet besluttet, at der hvert år skulle sendes mindst ét skib ud på togt for at vise flaget i fremmede egne og om muligt fremme østrigsk indflydelse. I fredstid besøgte østrig-ungarske skibe Asien, Nordamerika, Sydamerika, og Stillehavet.
I 1869 rejste kejser Franz Joseph om bord på skruekorvetten SMS Viribus Unitis til åbningen af Suez-kanalen. Skibet var navngivet efter hans personlige motto ("Med fælles kraft").

#### Polarekspedition
Østrig-ungarske skibe og flådepersonel deltog også i den arktiske udforskning, og opdagede Franz Josefs Land under en ekspedition der varede fra 1872 til 1874.
Ledet af flådeofficeren Karl Weyprecht samt infanteriofficeren og landskabsarkitekten Julius Payer, forlod ekspeditionen, om bord på den specialbyggede skonnert Tegetthoff, Tromsø i juli 1872. I slutningen af august blev skibet fanget i pakis nord for Novaja Zemlja og drev til hidtil ukendte polarregioner. Det var i løbet af denne flyden rundt, at de opdagede den øgruppe, de opkaldte efter kejser Franz Joseph 1.
I maj 1874 besluttede Payer at forlade det fastfrosne skib og prøve at vende tilbage ved hjælp af hundeslæder og mindre både. Den 14. august 1874 nåede ekspeditionsdeltagerne åbent hav og kunne 3. september endelig sætte foden på land igen i Rusland.

### Mellem århundrederne

#### Kretaopstanden
I slutningen af 1896 udbrød der en opstand på Kreta og 21. januar 1897 blev en græsk hær landsat på øen for at befri den fra det Osmanniske Rige og forene den med Grækenland. De europæiske magter, inklusive Østrig-Ungarn greb ind og proklamerede at Kreta som internationalt protektorat. Krigsskibe fra k.u.k. Kriegsmarine patruljerede ud for Kreta i en blokade mod osmanniske flådeenheder. Kreta forblev i en anomal situation indtil den blev endeligt overdraget til Grækenland i 1913.

#### Bokseroprøret
Østrig-Ungarn var en del af otte-nationers-alliancen under Bokseroprøret i Kina (1899 – 1901). Som medlem af de allierede nationer sendte Østrig to træningsskibe og krydserne SMS Kaiserin und Königin Maria Theresia, SMS Kaiserin Elisabeth, SMS Aspern og SMS Zenta, samt et kompagni marinesoldater af sted til det nordlige Kina i april 1900.
I juni hjalp de med at forsvare Tianjin jernbanen mod bokserstyrker, og hjalp mod flere armerede junker på Hai He nær Tong-Tcheou. Styrken tog ligeledes del i overtagelsen af Taku forterne, der beherske indsejling til Tianjin, samt hjalp kaptajn Roger Keyes på HMS Fame med at borde og overtage fire kinesiske destroyerer. K.u.k. styrkerne led kun minimale tab under oprøret.
Efter oprøret blev en krydser permanent stationeret i Kina og et detachement af marinesoldater efterladt på ambassaden i Peking.
Løjtnant Georg Ludwig von Trapp, der også tjente som ubådskommandør under 1. Verdenskrig og blev berømt i musicalen The Sound of Music efter 2. verdenskrig, blev dekoreret for tapperhed om bord på SMS Kaiserin und Königin Maria Theresia under oprøret.

#### Montenegro
Under 1. Balkankrig tilsluttede Østrig-Ungarn sig Tyskland, Frankrig, Storbritannien og Italien i blokaden af Bar i Kongeriget Montenegro.

#### Det europæiske flådekapløb
Et af de mange faktorer der startede 1. Verdeskrig var flådekapløbet mellem Storbritannien og det Tyske kejserrige. Dette var dog ikke det eneste europæiske flådekapløb. Østrig-Ungarn Kongeriget Italien deltog i et indbyrdes kapløb om dominans i Adriaterhavet.[kilde mangler] The k.u.k. Kriegsmarine havde på det tidspunkt en anden prominent tilhænger i form af ærkehertug Franz Ferdinand. Som tidligere kejserlige flåde-entusiaster havde Franz Ferdinand en privat interesse i flåden og talte energisk i flådeanliggender. Den østrig-ungarske marine byggede fire dreadnoughts i form af Tegetthoff klasse slagskibe; Disse blev modsvaret af den Italiens Regia Marinas seks dreadnoughts.

#### Dreadnought-æraen
Storbritannien havde allerede føringen med fuldførelsen af slagskibet HMS Dreadnought i 1906. Dette slagskib var så avanceret at der blev argumenteret for at alle tidligere slagskibe var blevet gjort overflødige, dog beholdte Storbritannien og andre lande deres pre-dreadnoughts i tjeneste.
Østrig-Ungarns flådedesignere blev opmærksomme på den uundgåelig dominans af slagskibe designet efter dreadnoughttypen og præsenterede dette til Marinesektion des Reichskriegsministeriums i Wien, der 5. oktober 1908 gav ordre om konstruktionen af deres egne dreadnought. Den første kontrakt blev givet til 'Werft das Stabilimento Tecnico Triestino (STT)', og våbnene skulle leveres af Škodaværkerne i Pilsen. Marinens budget for 1910 blev hævet betydeligt for at tillade store istandsættelser af den eksisterende flåde og flere dreadnoughts. Slagskibene SMS Tegetthoff og SMS Viribus Unitis blev begge søsat af Franz Ferdinand, under stor jubel, i Trieste henholdsvis 24. juni 1911 og 21. marts 1912. De blev fulgt af SMS Prinz Eugen og SMS Szent Istvan. Disse slagskibe, konstrueret senere end mange af de tidlige britiske og tyske dreadnoughts, var betydeligt i front i visse aspekter af design, specielt i forhold til den franske og italienske flåde. De blev alle bygget med radiorum, såvel som anti-luftskyts. De var desuden de første slagskibe med indbygget torpedorør indbygget i boven.
Mellem den 22. og 28. maj 1914 aflagde Tegetthoff sammen Viribus Unitis et høflighedsvisit hos den britiske middelhavsflåde ved Malta.
Det tyske kejserrige udbyggede sin flådes infrastruktur med nye tørdokke, og en udvidelse af Kielerkanalen. Rusland havde også igangsat bygningen af en ny moderne flåde efter deres nederlag i den russisk-japanske krig.
Den britiske Royal Navy, med sin store politiske gennemslagskraft, led efter sigende under manglende forudseenhed, således at deres skibsdesignere måtte kæmpe med begrænsninger af bredde, længde og tonnage pga. forældede værftsfaciliter.

### 1. Verdenskrig
Efter attentatet på Franz Ferdinand og hans kone i 1914, hædrede marinen dem ved at lade dem ligge Lit de parade om bord på SMS Viribus Unitis.
Marinen kom i kamp under 1. Verdenskrig, men inden Italiens indtræden i krigen lå den for det meste i havnen i Pola. Efter den italienske krigserklæring holdt dens eksistens både den italienske og franske flåde fastlåst i Middelhavet resten af krigen.
Da Italien 15. maj 1915 erklærede krig mod Østrig-Ungarn forlod marinen havnene i Pola, Sebenico og Cattaro for at bombardere den østlige italienske kyst mellem Venedig og Barletta. Hovedmålene var byerne Ancona, Rimini, Vieste, Manfredonia, Barletta og broer og jernbanen langs kysten. I 1917 var den østrig-ungarske flåde stadig stort set ubeskadiget.
Tilstedeværelsen af tre allierede flåder i Middelhavet gjorde enhver grad af koordinering og fælles doktrin ekstra svært. Adriaterhavet var opdelt i 11 zoner, hvoraf de britiske flådemyndigheder var ansvarlige for fire, franskmændene ligeledes fire og italienerne for tre. Forskellige kommandostrukturer, nationalt stolthed og sprogbarrieren medvirkede sammen til manglen på en sammenhængende allieret sømagt, der skabte en situation hvor tyske og østrig-ungarske ubådsangreb på handelsskibe fik lov at trives.

#### Mytteriet i 1918
I februar 1918 startede et mytteri i den 5. flåde stationeret ved flådebasen i Kotorbugten. Matroser på op til 40 skibe deltog i mytteriet, der krævede bedre behandling af mændene og en ende på krigen.
Mytteriet spredte sig ikke udenfor Kotor og tre dage efter ankom en loyal flådeeskadre. Med kystartilleri skyd eskadren flere granater mod oprørernes skibe og sendte marineinfanteriet ind i et hurtigt og succesfuldt angreb. Omkring 800 sømænd blev fængslet, flere blev sendt for en krigsret og fire blev henrettet, heriblandt lederen af mytteriet, František Raš fra Bøhmen.

#### Slutningen af 1. Verdenskrig
I 1918 gav kejseren, for ikke at skulle overgive flåden til sejrherrerne, hele den østrig-ungarske krigs- og handelsflåde, med tilhørende havne, arsenaler og kystbefæstninger til den nye Staten af slovenere, kroater og serbere. De sendte til gengæld en diplomatisk note til regeringerne af Frankrig, Storbritannien, Italien, USA og Rusland, for at informere dem at de ikke var i krig med nogen af dem og at de havde overtaget hel den østrig-ungarske flåde.
Flåden blev dog alligevel snart angrebet ved deres fortøjningsplads af den italienske Regia Marina, og den franske flåde beslaglagde den nye dreadnought Prinz Eugen, dom de tog med til Frankrig og senere brugte den som skydeskive i Atlanterhavet, hvor den blev tilintetgjort.

#### Tabte skibe
Skibe tabt under 1. Verdenskrig:
- 1914: SMS Kaiserin Elizabeth, SMS Zenta
- 1915: SM U-12 (Østrig-Ungarn), SM U-3 (Østrig-Ungarn), SMS Lika, SMS Triglav
- 1916: SM U-6 (Østrig-Ungarn), SM U-16 (Østrig-Ungarn)
- 1917: SM U-30 (Østrig-Ungarn), SMS Wildfang, SMS Wien
- 1918: SM U-23 (Østrig-Ungarn), SMS Streiter, SM U-20 (Østrig-Ungarn), SM U-10 (Østrig-Ungarn), SMS Szent Istvan

Skibe tabt efter 1. Verdenskrig:
- 1919: SMS Kaiser Franz Joseph I

## Havne og beliggenhed
Hovedhavnen for Østrig-Ungarns marine var Seearsenal ved Pola. Denne rolle overtog den fra Venedig hvor den første østrigske marine var startet. Desuden havde marinen baser i Trieste og naturhavnen i Kotor, det sydligste punkt i Østrig-Ungarn. Både Trieste og Pola havde desuden store skibsværfter. Polas flådeinstallationer rummede en af de største flydende tødokker i Middelhavet. I Pola lå også flådens centalkirke "Stella Maris" (k.u.k. Marinekirche "Stella Maris"), det østrig-ungarske flådeobservatorie og flådens kirkegård (k.u.k. Marinefriedhof). I 1990 blev kirkegåden restaureret efter at have været forsømt i adskillige årtier af det kommunistiske regime i Jugoslavien. Det østrig-ungarske flådeakademi (k.u.k. Marine-Akademie) lå i Fiume.
Trieste var også hovedkvarter for handelsrederiet Österreichischer Lloyd (grundlagt i 1836) og senere Lloyd Triestino. I 1913 havde Österreichischer Lloyd en flåde på 62 skibe med en samlet tonnage på 236.000 tons.

## Berømt mandskab
- Archduke Charles Stephen of Austria, storadmiral og flådeinspektør (Marineinspekteur).
- Gottfried von Banfield, Østrig-Ungarns mest succesfulde flådepilot i 1. Verdenskrig. Senere forretningsmand i Trieste.
- Miklós Horthy, admiral i 1. Verdenskrig og sidste øverstbefalende af den østrig-ungarske flåde. Senere regent af Ungarn indtil 1944.
- Ludwig von Höhnel, østrigsk flådeofficer og opdagelsesrejsende i Afrika.
- Maximilian von Sterneck, admiral. Kæmpede i Slaget ved Lissa, var byen Polas velgører og øverstbefalende for marinen.
- Wilhelm von Tegetthoff, admiral i midten af det 19. århundrede, berømt for sin rolle i Slaget ved Lissa. Øverstbefalende for marinen.
- Georg Ludwig von Trapp, østrigsk ubådsofficer i 1. Verdenskrig. Senere forretningsmand og leder af Von Trapp Family Singers, der blev berømte efter musicalen The Sound of Music.
- Julius von Wagner-Jauregg, læge og officer i østrig-ungarske flådereserve. Modtog Nobelprisen i medicin i 1927.
- Karl Weyprecht, Arctic explorer. One of the leaders of the Austro-Hungarian North Pole Expedition from 1872 to 1874.
- Bernhard von Wüllerstorf-Urbair, admiral. Leder af Novara Ekspedition fra 1857–1859, senere handelsminister.

## Ledere

### Øverstbefalende for marinen
(på tysk Oberkommandant der Marine. Fra marts 1868 blev indehaveren af embedet tiltalt som Marinekommandant)
- Hans Birch Dahlerup, viceadmiral (februar 1849-august 1851)
- Franz Graf Wimpffen, VAdm,(august 1851-september 1854)
- Ærkehertug Ferdinand Maximilian af Østrig, Adm. (september 1854- 1860)
- Ludwig von Fautz, VAdm. (april 1860 - 1865)[9]
- Wilhelm von Tegetthoff, VAdm. (1865-april 1871)
- Friedrich von Pöck, Adm. (april 1871-november 1883)
- Maximilian Daublebsky von Sterneck, Adm. (november 1883-december 1897)
- Hermann von Spaun, Adm. (december 1897-oktober 1904)
- Graf Rudolf Montecuccoli, Adm. (oktober 1904-februar 1913)
- Anton Haus, Adm./GAdm. (februar 1913-februar 1917)
- Maximilian Njegovan, Adm. (april 1917-februar 1918)

### Øverstbefalende for flåden (1914-1918)
(på tysk Flottenkommandant)
- Anton Haus, Adm./GAdm (juli 1914-februar 1917)
- Maximilian Njegovan, Adm. (februar 1917-februar 1918)
- Miklós Horthy, KAdm./VAdm. (februar 1918-november 1918)

### Lederen af flådeenheden i krigsministeriet
(på tysk Chef der Marienesektion ved Kriegsministerium)
- Ludwig von Fautz, VAdm. (1865 - 1868)
- Wilhelm von Tegetthoff, VAdm. (marts 1868-april 1871)
- Friedrich von Pöck, Adm. (oktober 1872-november 1883)
- Maximilian Daublebsky von Sterneck, Adm. (November 1883-december 1897)
- Hermann von Spaun, Adm. (December 1897-oktober 1904)
- Graf Rudolf Montecuccoli, Adm. (October 1904-February 1913)
- Anton Haus, Adm./GAdm. (February 1913-februar 1917)
- Karl Kailer von Kagenfels, VAdm. (februar 1917-april 1917)
- Maximilian Njegovan, Adm. (April 1917-februar 1918)
- Franz von Hulob, VAdm. (februar 1918-november 1918)

## Orlogsflag
Tidligt i kejser Josef 2.s regeringstid brugte marinen et flag baseret på de rød-hvide-røde farver, suppleret med et våbenskjold i tilsvarende farver.
Dette flag blev formelt taget i brug som orlogsflag (Marineflagge) i 1786. Det tjente den østrigske marine indtil 1869 og den østrig-ungarske marine mellem 1869 og 1918. Under 1. Verdenskrig godkendte kejser Franz Joseph et nyt design, der også indeholdte det ungarske våbenskjold. Dette flag, der officielt blev indført i 1915, blev dog sjældent brugt og skibene blev ved med at flage med det gamle orlogsflag indtil slutningen af krigen. Fotos af østrig-ungarske skibe flagene med det nye flag fra 1915 er derfor sjældne.

## Distinktioner
- Matrose 2.Klasse
- Matrose 1.Klasse
- Quartiermeister 
 Marsgast
- Bootsmannsmaat

- Unterbootsmann
- Stabsbootsmann
- Oberstabs-
bootsmann

- Korvettenleutnant
- Fregattenleutnant
- Linienschiffs-
leutnant

- Korvettenkapitän
- Fregattenkapitän
- Linienschiffs-
kapitän

- Konteradmiral
- Vizeadmiral
- Admiral
- Großadmiral